# مارسل تیری
مارسل تیری (به فرانسوی: Marcel Thiry) نویسنده قرن بیستم میلادی اهل بلژیک است. شهر لیژ از سال ۲۰۰۰ جایزه ای به یاد و به نام او به یک اثر ادبی برگزیده اهدا می‌کند.